# 444-й истребительно-противотанковый артиллерийский полк
444-й истребительно-противотанковый артиллерийский Александрийский полк, он же в разные периоды времени 444-й артиллерийский полк противотанковой обороны, 444-й лёгкий артиллерийский полк — воинская часть в вооружённых силах СССР во время Великой Отечественной войны.

## История

### Боевой путь
Полк сформирован в Московском военном округе в феврале 1942 года, в Рыбинске Ярославской области
С 12 мая 1942 года полк в составе действующей армии на Карельском фронте.
С июля 1942 года полк в составе 26-й армии Карельского фронта находится на Ребольском направлении вместе с 27-й стрелковой дивизией
В августе 1943 года полк выведен в резерв Ставки ВГК и направлен на переформирование под город Коломну Московской области.
С 1 сентября 1943 года полк действует на Воронежском фронте в составе 52-й армии. Участвовал в освобождении города Зенькова, деревни Романовки Полтавской области в ходе Сумско-Прилукской фронтовой операции Воронежского фронта.
С 6 по 23 октября 1943 года полк поддерживал огнём полки 93-й стрелковой дивизии, захватившие плацдарм на правом берегу Днепра в районе деревни Пекари под Каневом.
С 17 ноября 1943 года полк находится на 2-м Украинском фронте в составе 5-й гвардейской армии. Полк принимал участие в боях за освобождение города Александрия (17 ноября по 6 декабря 1943 года).
Приказом ВГК № 47 от 6 декабря 1943 года за освобождение города Александрия, присвоено наименование «Александрийский».
Справка:

Александрия. Оккупирован 6 августа 1941 г. Освобождён 6 декабря 1943 г. войсками 2 УФ в ходе операции по расширению плацдарма на правом берегу р. Днепр:
5 гв. А — 33 гв. ск (генерал-лейтенант Козлов Михаил Иванович) в составе: 13 гв. сд (генерал-майор Бакланов Глеб Владимирович), 111 сд (полковник Бушин Михаил Алексеевич), 9 гв. вдд (генерал-майор Сазонов Александр Михайлович).
Приказом ВГК (№ 47 от 06.12.1943 г.) присвоено наименование Александрийских: 110 гв. сд (полковник Огородов Михаил Иванович), 111 сд, 214 сд (полковник Жуков Григорий Никитич), 8 мк (генерал-майор т/в Хасин Абрам Матвеевич), 116 тбр (полковник Юревич Евгений Антонович), 11 иптабр (полковник Степащенко Фёдор Георгиевич), 91 тгабр (полковник Сонин Сергей Давыдович), 444-й иптап (майор Затульский Михаил Васильевич), 308 гв. минп (подполковник Гольдин Зейлик Овсеевич), 14 шисбр (полковник Коваленко Фёдор Григорьевич), 294 иад (подполковник Тараненко Иван Андреевич).
— http://www.soldat.ru/spravka/freedom/1-ssr-1.html Овладение городами
С 12 декабря 1943 года по 2 января 1944 года полк держал оборону в деревне Митрофановка Кировоградской области. 3 января 1944 года передислоцировался на станцию Хировка в районе города Знаменка Кировоградской области. 5 января 1944 года началась Кировоградская наступательная операция. В ходе этой операции полк вёл бои в районе Кандаурово (6 — 7 января 1944 года), Северинки (8 — 10 января 1944 года), Александровки (11 — 22 января 1944 года).
11 января 1944 года в районе деревни Александровки Кировоградского района Кировоградской области полк понёс большие потери.

По приказу командующего артиллерией 110-й дивизии 1,3 и 6 батареи утром 11 января заняли огневые позиции в 500 метрах к северу от деревни Алексадровка. Орудия стояли на прямой наводке, и перед собой не имели пехотного прикрытия. Сами батареи занимали позиции таким образом, что одна другую не наблюдали. Лощина справа на просматривалась. Слева местность прикрывалась от наблюдения деревней Александровкой. В 13-00 по батареям немцы открыли сильный артиллерийский огонь, и вслед за этим появилось до 20 немецких самолётов, которые подвергли огневые позиции интенсивной бомбёжке и пулемётному обстрелу. Как только пробомбил последний самолёт, сразу с обоих флангов и самих батарей появились немецкие танки. Их было 38 штук. Охватив кольцом все три батареи, они, стреляя на ходу из пушек и пулемётов, ринулись на наши расчёты. Орудийные расчёты наших батарей успели открыть огонь по танкам. У одного орудия снарядом был уничтожен весь расчёт. Оставшийся в живых, но раненый, безвестный артиллерист выстрелил в ближний танк и подбил его с первого выстрела, вторым выстрелом он подбил второй танк и упал мёртвым, будучи поражённым снарядом с третьего танка. 

Бой с танками продолжался несколько минут. Артиллеристы успели подбить 9 немецких танков. Но вслед за этим остальные немецкие танки уже ворвались на огневые позиции и начали давить пушки своими гусеницами. Люди, пытавшиеся спастись бегством, расстреливались пулемётным огнём с танков. Все автомашины наших батарей, поражённые снарядами танков, горели.
— http://www.pobeda1945.su/division/5141/archiv/251/858 Фронтовой дневник капитана Самсонова
С 1 февраля 1944 года полк в составе 5-го гвардейского казачьего кавалерийского корпуса, участвовал в Корсунь-Шевченковской наступательной операции. Полк вёл боевые действия в районе деревень Квитки (8 — 14 февраля 1944 года), Сухины (15 февраля 1944 года), Комаровка (17 февраля 1944 года).
С 1 марта 1944 года полк в составе 27-й армии принимал участие в Уманско-Ботошанской наступательной операция 2-го Украинского фронта. 26 — 29 апреля 1944 года полк вёл бои северо-западнее города Яссы (Румыния) в районе деревень: Хорлешти, Захорно, Таутошти.
2 июля 1944 года полк выведен в резерв Ставки ВГК и отправлен на переформирование в Житомир (Киевский военный округ).
С октября 1944 года полк переброшен в район Тульчина Винницкой области и передан в состав 20-го танкового Звенигородского корпуса.
В марте 1945 года 20-й танковый корпус передислоцировался в Германию, в район городов Дорбуш, Раудтен. Полк располагался в деревнях Гросс-Швейн и Клейн-Обиш (ныне — Дужа Вулька и Обишув в гмине Грембоцице)
С 1 по 5 апреля 1945 года части 20-го танкового корпуса принимали участие в ликвидации прорвавшейся группировки немцев из города Глогау (ныне — Глогув, Польша).

### Послевоенный период
11 июля 1945 года 20-й танковый Звенигородский корпус вошёл в состав Северной группы войск.
18 июля 1945 года войска корпуса вошли в состав гарнизона города Бреслау (ныне — Вроцлав).
30 июля 1945 года 20-й танковый Звенигородский корпус преобразован в 20-ю танковую Звенигородскую дивизию.
В июле 1945 года 444-й истребительно-противотанковый артиллерийский Александрийский полк переформирован в 444-й гаубичный артиллерийский Александрийский полк в составе 20-й танковой Звенигородской дивизии, 15 ноября 1945 года переформирован в 492-й отдельный гаубичный артиллерийский Александрийский дивизион.
В сентябре 1946 года части и подразделения дивизии сосредоточились в районе города Сандомир.
В ноябре 1950 года дивизия передислоцировалась в район города Ополе.
В мае 1954 года на базе расформированных 291-го миномётного Краснознамённого полка и 492-го гаубичного артиллерийского Александрийского дивизиона сформирован 1052-й гаубичный артиллерийский Краснознамённый полк в составе 20-й танковой Звенигородской дивизии.

## Подчинение
| Дата       | Фронт (округ)            | Армия                 | Корпус                              | Дивизия                              | Бригада | Примечания |
| ---------- | ------------------------ | --------------------- | ----------------------------------- | ------------------------------------ | ------- | ---------- |
| 02.1942    | Московский военный округ | -                     | -                                   | -                                    | -       | -          |
| 12.05.1942 | Карельский фронт         | -                     | -                                   | -                                    | -       | -          |
| 07.1943    | Карельский фронт         | 26-я армия            | -                                   | 27-я стрелковая дивизия              | -       | -          |
| 01.09.1943 | Воронежский фронт        | 52-я армия            | -                                   | -                                    | -       | -          |
| 12.1943    | 2-й Украинский фронт     | 5-я гвардейская армия | -                                   | -                                    | -       | -          |
| 03.1944    | 2-й Украинский фронт     | 27-я армия            | -                                   | -                                    | -       | -          |
| 07.1944    | резерв Ставки ВГК        | -                     | -                                   | -                                    | -       | -          |
| 10.1944    | Киевский военный округ   | -                     | 20-й танковый Звенигородский корпус | -                                    | -       | -          |
| 07.1945    | резерв Ставки ВГК        | -                     | -                                   | 20-я танковая Звенигородская дивизия | -       | -          |

## Командиры полка
- 1942 — сентябрь 1943 г. — полковник Гусынин Павел Михайлович — погиб 12 сентября 1943 г.
- сентябрь 1943 г. — майор Полубинский Евгений Александрович
- октябрь — ноябрь 1943 г. — майор Тимошенко
- декабрь 1943 г. — апрель 1944 г. — гвардии майор Затульский Михаил Васильевич
- апрель 1944 г. — подполковник Трепаченко Прохор Фёдорович — погиб 26 апреля 1944 г.
- апрель 1944 г. — май 1945 г. — полковник Авраменко

## Почётное наименование
- За отличие в боях за овладение городом Александрия, приказом ВГК № 47 от 06.12.1943 г., присвоено наименование «Александрийский».